# پایگاه سکونت و لجستیک
پایگاه سکونت و لجستیک (HALO), که اتاقک سکونت حداقل (MHM) نیز نامیده می‌شود و قبلاً به عنوان ماژول بهره‌برداری شناخته می‌شد، یک ماژول سکونت کوچک شده به عنوان بخشی از دروازه قمری است. این سیستم توسط نورتروپ گرومن اینوویشن سیستمز ساخته خواهد شد. یک فالکون هوی HALO را به همراه PPE و سیستم ارتباطی هالو قمری، زودتر از نوامبر ۲۰۲۴ راه‌اندازی می‌کند.